# عبدالحمید ملک‌الکلامی
عبدالحمید ملک الکلامی معروف به امیرالکتاب (۱۲۶۲–۱۳۲۸ ه‍.ش) یکی از خوشنویسان ایران است. وی به نستعلیق، ثلث، نسخ، شکسته‌نستعلیق مسلط بود. او خطاطی مبتکر و فرزند میرزا عبدالمجید ملک الکلامی اهل سقز و معروف به ملک الکلام مجدی یا میرزا مجدالدین ملک الکلام کردستانی است. او در سال ۱۲۶۲ه‍.ش در سقز به دنیا آمد ۱۳۲۸ه‍.ش در سن شصت و چهار سالگی درگذشته و در تهران به خاک سپرده شده‌است.
او در انواع خطوط نسخ، ثلث، رقاع، نستعلیق و شکسته از استادان مسلم بود. این هنر مند خطوط طغرایی را بسیار زیبا می‌نوشت و در ساختن مرکب و آهار و مهره کردن کاغذ استاد بود. افزون بر خط، او در نقاشی آب‌رنگ نیز دست داشت. عبدالحمید ملک الکلامی به نقاری و حکاکی مسلط بود و بعضی سرسکه‌های ضرابخانه دولتی آن زمان را او تهیه کرده‌است.
قریحه شاعری را از پدر به ارث برده بود و «شرقی» تخلص می‌کرد. کتیبه‌های آرامگاه حافظ در شیراز و کتیبه‌های حجاری شده موزه ایران باستان به خط ثلث اوست.

## آثار
برخی از آثار امیرالکتاب عبارتند از :
- کتیبه ثلث سردر موزه ایران باستان
- کتیبه سردر کتابخانه ملی و دارلفنون
- کتیبه آرامگاه حافظ در شیراز
- کتیبه رضاشاه پهلوی (ناتمام)
- کتیبه برنجی دانشگاه تهران
- سردر مدرسه نوبنیاد تهران
- دیوان مرحوم حاج ملک‌الکلام به خط نستعلیق کتابت ممتاز (۱۳۳۶ق) تهران چاپ سنگی
- کتیبه چندین ابنیه فرهنگی در تبریز و دیگر شهرهای ایران
- تابلوی «وشاورهم فی الامر» (۱۳۳۲ق) مجلس شورای ملی